# Mason Harrell
Mason Harrell (n. Oklahoma City, Oklahoma; en 1999) es un jugador de baloncesto con nacionalidad estadounidense. Con 1,79 metros de altura juega en la posición de base. 

## Trayectoria
Es un jugador natural de Oklahoma City, formado en el Carl Albert High School de Midwest City en Oklahoma, antes de ingresar en 2018 en la Universidad Estatal de Texas, situada en San Marcos, Texas, donde jugaría cinco temporadas en la NCAA con los Texas State Bobcats, desde 2018 a 2023. En su última temporada universitaria promedió 16 puntos y 2,5 asistencias por partido. En tres de sus últimas cuatro temporadas, además, estuvo por encima del 40% en tiros de tres.
El 30 de septiembre de 2023, firma por el San Sebastián Gipuzkoa Basket Club de la Liga LEB Oro. El 14 de noviembre de 2023, se hace oficial su salida del conjunto guipúzcoano. 